# Caso Banco de los Trabajadores
El Caso Banco de los Trabajadores, también conocido como caso BTV (por sus siglas) fue un escándalo político ocurrido en Venezuela en 1982 cuando fueron denunciadas irregularidades en el manejo del banco nacional Banco de los Trabajadores de Venezuela (BTV), y el gobierno de Luis Herrera Campíns le ordenó al Banco Central intervenir la institución, lo que terminó en su clausura ese mismo año. El director del banco, Eleazar Pinto, era miembro del partido Acción Democrática (AD) y fue denunciado por el manejo de la institución, lo que se tradujo en su posterior renuncia del partido.
El banco fue fundado en 1968. Uno de los argumentos para intervenirlo fue la cantidad elevada de préstamos que habían sido otorgados. Para ese momento, los créditos a las compañías afiliadas y relacionadas constituyeron un 41% de la cartera de colocaciones del banco, elevándose a casi 8.000 millones de bolívares, mientras que los créditos al sector público correspondían al 17% de la cartera total.
Más de la mitad de sus acciones eran poseídas por la Confederación de Trabajadores de Venezuela. Muchos de los directivos del banco eran miembros del directorio de la CTV y de Acción Democrática, por lo que la intervención se tradujo en un desencuentro entre el gobierno copeyano con los sindicatos y el partido AD.